# Formigueret de flancs blancs septentrional
El formigueret de flancs blancs septentrional (Formicivora intermedia) és una espècie d'ocell de la família dels tamnofílids (Thamnophilidae).

## Hàbitat i distribució
Habita vegetació baixa àrida, cactus, sabana, zones boscoses i encara manglars de les terres baixes de Colòmbia i Veneçuela.

## Taxonomia
Considerat coespecífic amb Formicivora grisea, va passar a ser considerat una espècie diferent recentment